# Hope for Haiti Now
Hope for Haiti Now é um álbum ao vivo da campanha Hope for Haiti Now para aliviar a destruição provocado pelo sismo no Haiti. O total das vendas serão revertidas a favor das organizações destinadas a ajudar à recuperação do país, incluindo a Red Cross e Yele Haiti Foundation. O álbum contém dezanove actuações do programa televisivo Hope for Haiti Now: A Global Benefit for Earthquake Relief, também como a versão de estúdio da canção "Stranded (Haiti Mon Amour)", a faixa original interpretada por Jay-Z, Rihanna e Bono durante a maratona.
O álbum digital está disponível no iTunes desde 22 de Janeiro de 2010, tendo feito um recorde em apenas um dia, alcançando a primeira posição em vários países, excepto França. O álbum vendeu 171,000 cópias na primeira semana, e em dois dias apenas estreou-se na primeira posição da Billboard 200 e Digital Albums.

## Alinhamento de faixas
| N.º            | Título                                                                                        | Compositor(es)                                                    | Artista(s)                         | Duração |  |
| 1.             | "Send Me an Angel" (originalmente intitulada "Prelude to a Kiss" do álbum da cantora As I Am) | Alicia Keys                                                       | Alicia Keys                        | 3:43    |  |
| 2.             | "A Message 2010"                                                                              |                                                                   | Coldplay                           | 4:04    |  |
| 3.             | "We Shall Overcome"                                                                           | Charles Albert Tindley                                            | Bruce Springsteen                  | 2:52    |  |
| 4.             | "Time to Love / Bridge over Troubled Water"                                                   | Stevie Wonder / Paul Simon                                        | Stevie Wonder                      | 4:01    |  |
| 5.             | "I'll Stand by You" (com The Roots)                                                           | Chrissie Hynde, Tom Kelly, Billy Steinberg                        | Shakira                            | 3:55    |  |
| 6.             | "Motherless Child"                                                                            | Traditional                                                       | John Legend                        | 4:11    |  |
| 7.             | "Hard Times Come Again No More" (com The Roots)                                               | Stephen Foster                                                    | Mary J. Blige                      | 3:57    |  |
| 8.             | "Breathless"                                                                                  | Kevin Griffin                                                     | Taylor Swift                       | 3:51    |  |
| 9.             | "Lift Me Up"                                                                                  | Christina Aguilera, Linda Perry                                   | Christina Aguilera                 | 3:45    |  |
| 10.            | "Driven to Tears"                                                                             | Gordon Sumner                                                     | Sting                              | 3:34    |  |
| 11.            | "Halo" (com Chris Martin)                                                                     | Ryan Tedder, Evan Bogart, Beyoncé Knowles                         | Beyoncé                            | 3:31    |  |
| 12.            | "Lean on Me"                                                                                  | Bill Withers                                                      | Sheryl Crow, Kid Rock, Keith Urban | 3:36    |  |
| 13.            | "Like a Prayer"                                                                               | Madonna Ciccone, Patrick Leonard                                  | Madonna                            | 3:29    |  |
| 14.            | "Hallelujah" (com Charlie Sexton)                                                             | Leonard Cohen                                                     | Justin Timberlake & Matt Morris    | 4:15    |  |
| 15.            | "Let It Be" (com The Roots)                                                                   | John Lennon, Paul McCartney                                       | Jennifer Hudson                    | 3:53    |  |
| 16.            | "Many Rivers to Cross"                                                                        | Jimmy Cliff                                                       | Emeline Michel                     | 3:01    |  |
| 17.            | "Stranded (Haiti Mon Amour)" (versão ao vivo)                                                 | Shawn Carter, Paul Hewson, David Evans, Kasseem Dean, Robyn Fenty | Jay-Z, Rihanna, Bono e The Edge    | 4:27    |  |
| 18.            | "Alone and Forsaken"                                                                          | Hank Williams                                                     | Dave Matthews, Neil Young          | 3:30    |  |
| 19.            | "Rivers of Babylon / Yele (Medley)"                                                           | Brent Dowe, Trevor McNaughton                                     | Wyclef Jean                        | 3:55    |  |
| 20.            | "Stranded (Haiti Mon Amour)" (versão de estúdio)                                              | Carter, Hewson, Evans, Dean, Fenty                                | Jay-Z, Bono, The Edge and Rihanna  | 4:20    |  |
| Duração total: | Duração total:                                                                                | Duração total:                                                    | Duração total:                     | 71:15   |  |

## Desempenho nas tabelas musicais
Hope for Haiti Now estreou na primeira posição na Billboard 200, vendendo 171,000 cópias em apenas dois dias, segundo a Nielsen SoundScan, tornando-se no primeiro álbum digital a entrar em primeiro nos 54 anos de história da Billboard.

### Posições
| Tabelas musicais (2010)                           | Melhor posição |
| ------------------------------------------------- | -------------- |
| Áustria - Ö3 Austria Top 40                       | 1              |
| Canadá - Canadian Albums Chart                    | 1              |
| França - French Digital Albums Chart              | 9              |
| Nova Zelândia - RIANZ                             | 24             |
| Estados Unidos - Billboard 200                    | 1              |
| Estados Unidos - Billboard Top Independent Albums | 1              |
| Reino Unido - UK Compilation Albums Chart         | 1              |